# بار، با-رن
بار، با-رن (به فرانسوی: Barr) یک کمون در فرانسه است که در Canton of Barr واقع شده‌است.

## خصوصیات
بار ۲۰٫۶۱ کیلومترمربع مساحت و ۶٬۸۳۰ نفر جمعیت دارد.

## خواهرخوانده
شهر Perros-Guirec خواهرخواندهٔ بار، با-رن هست.

## نگارخانه

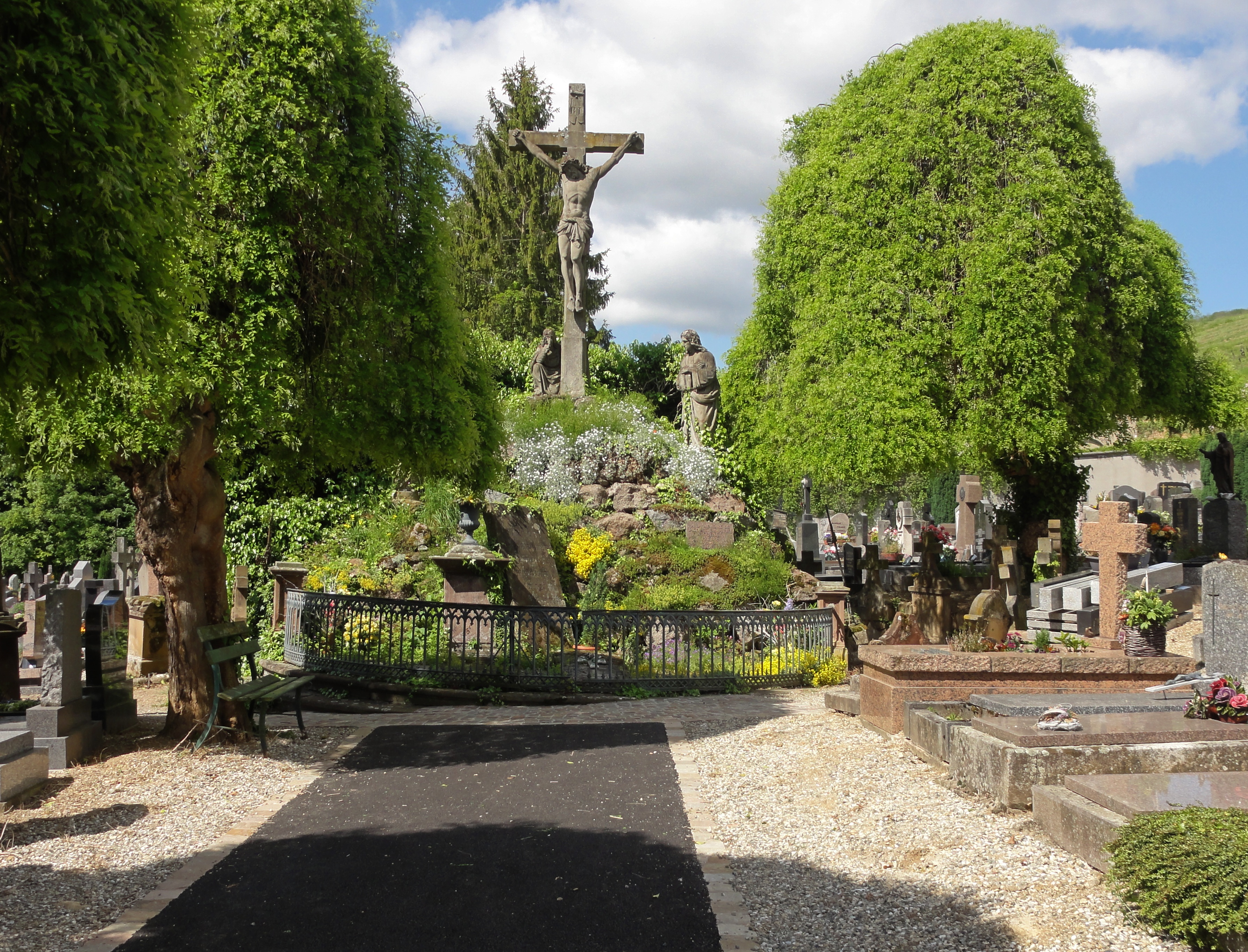
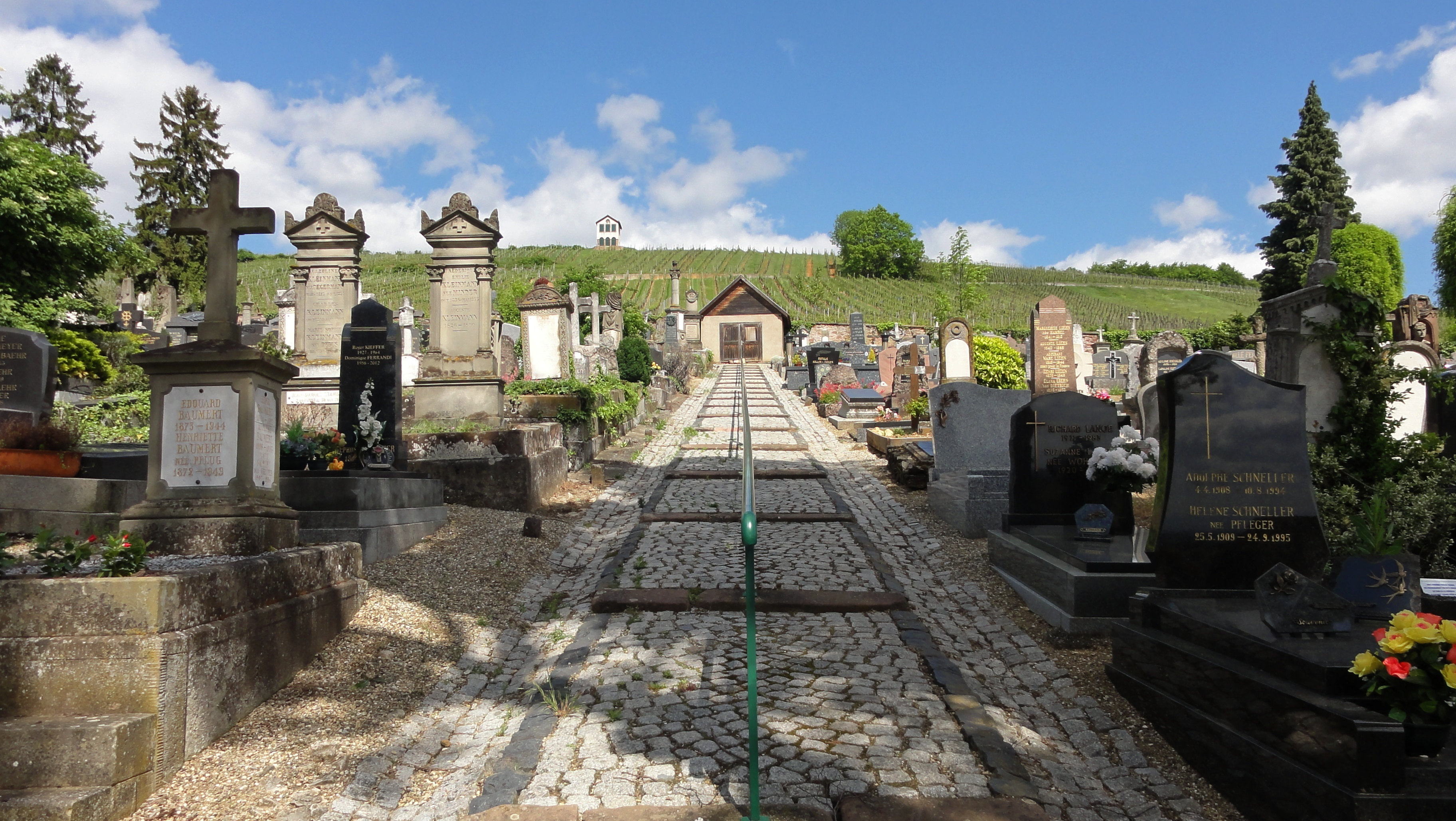
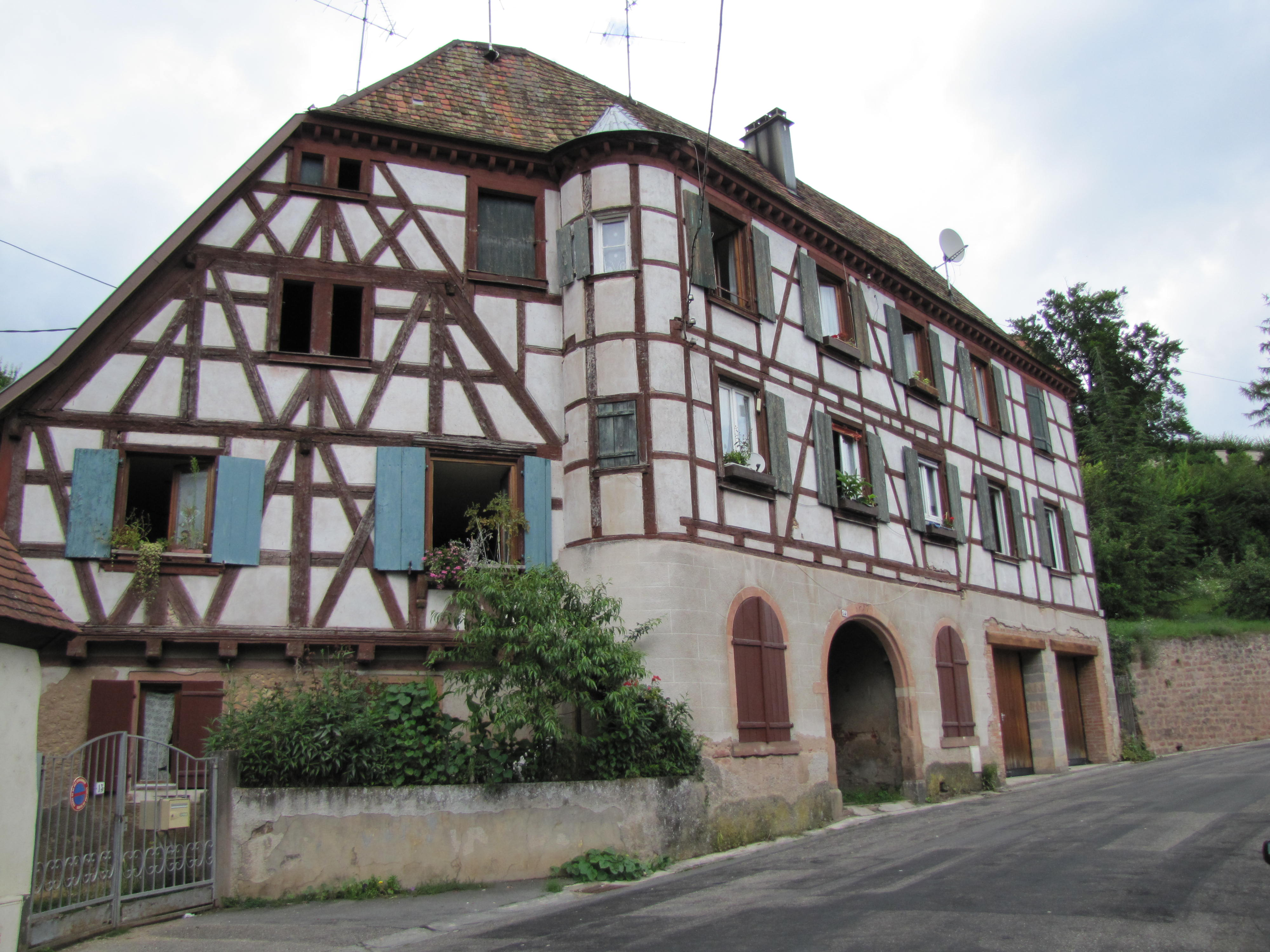
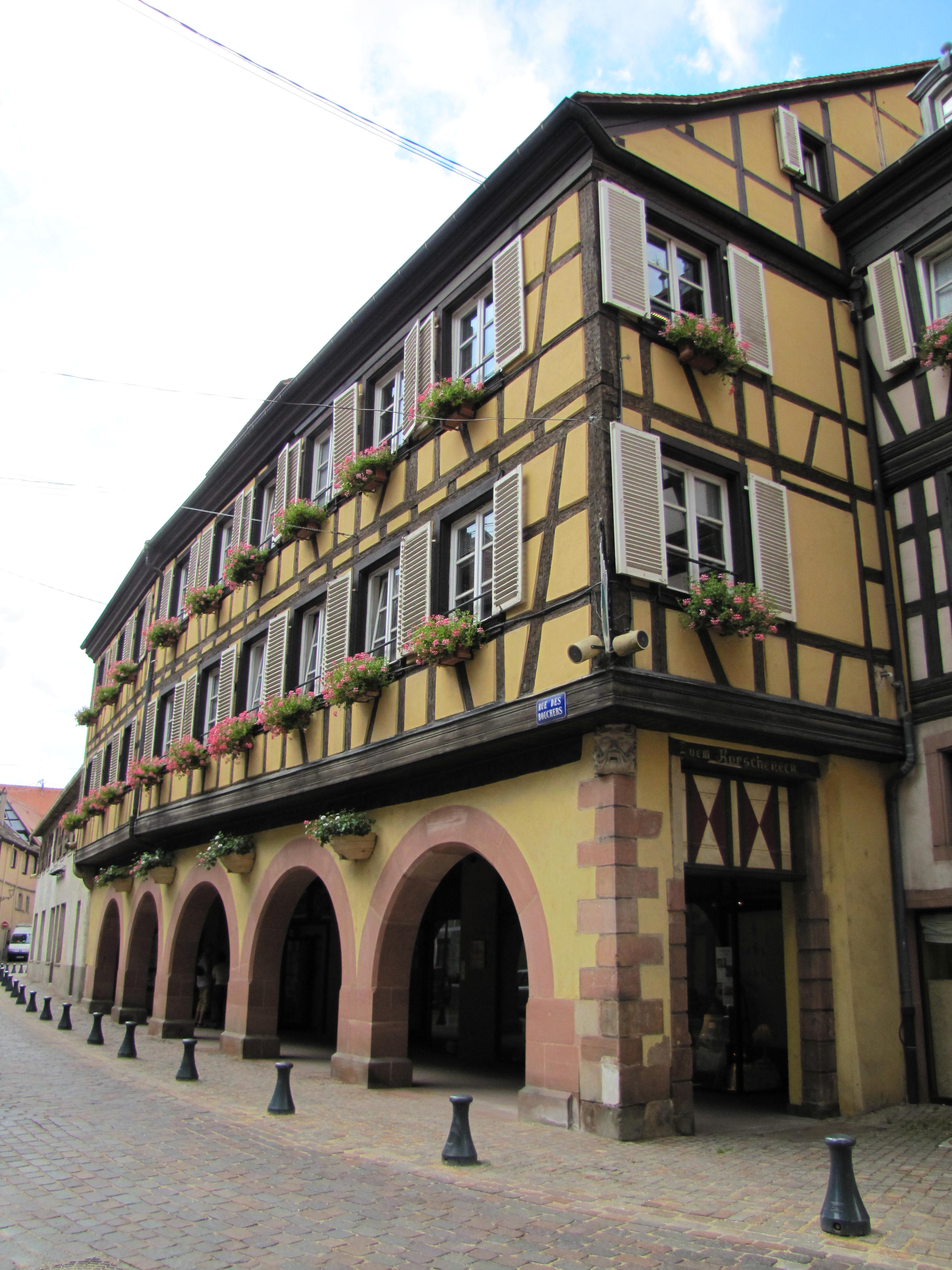
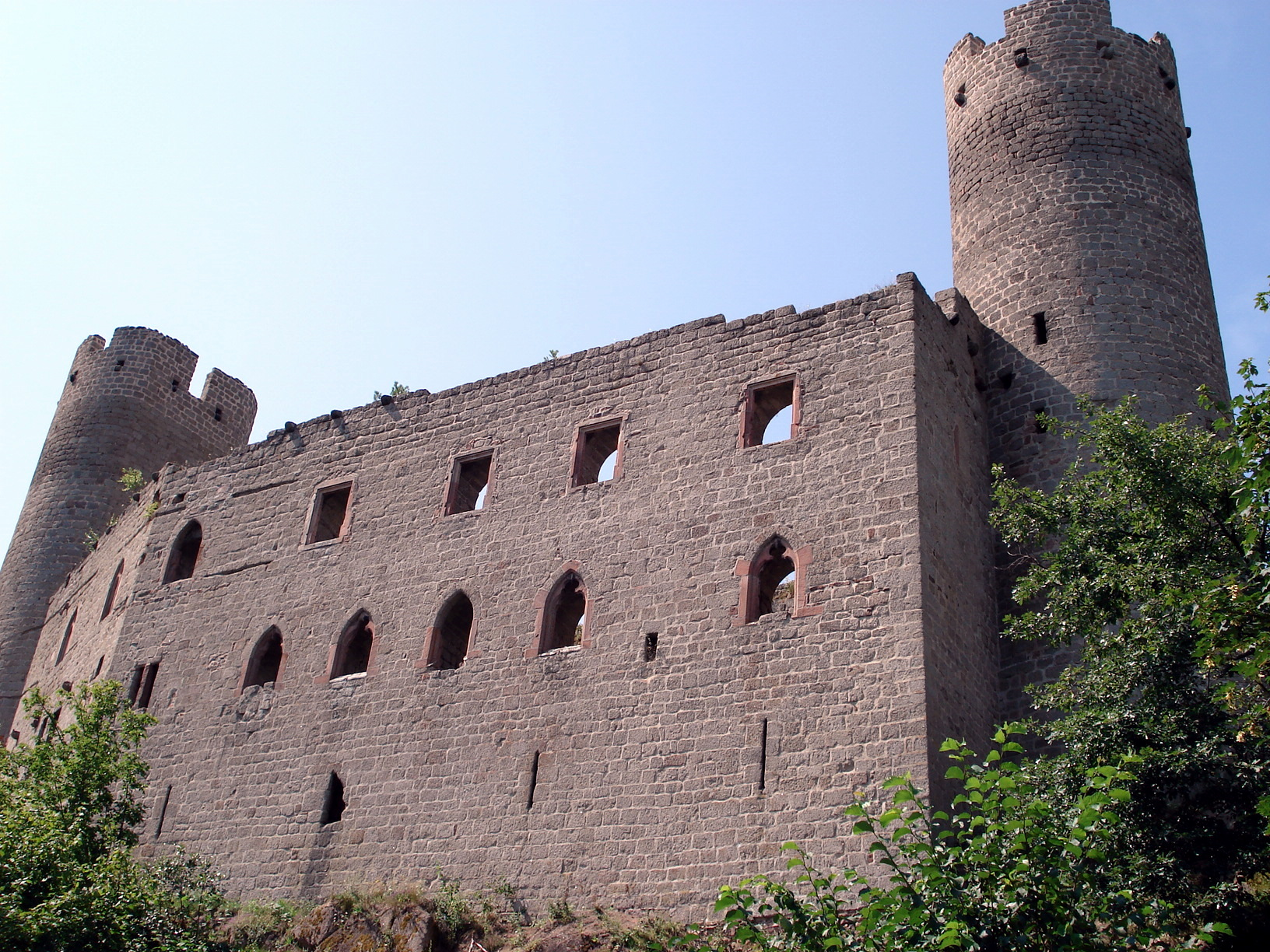
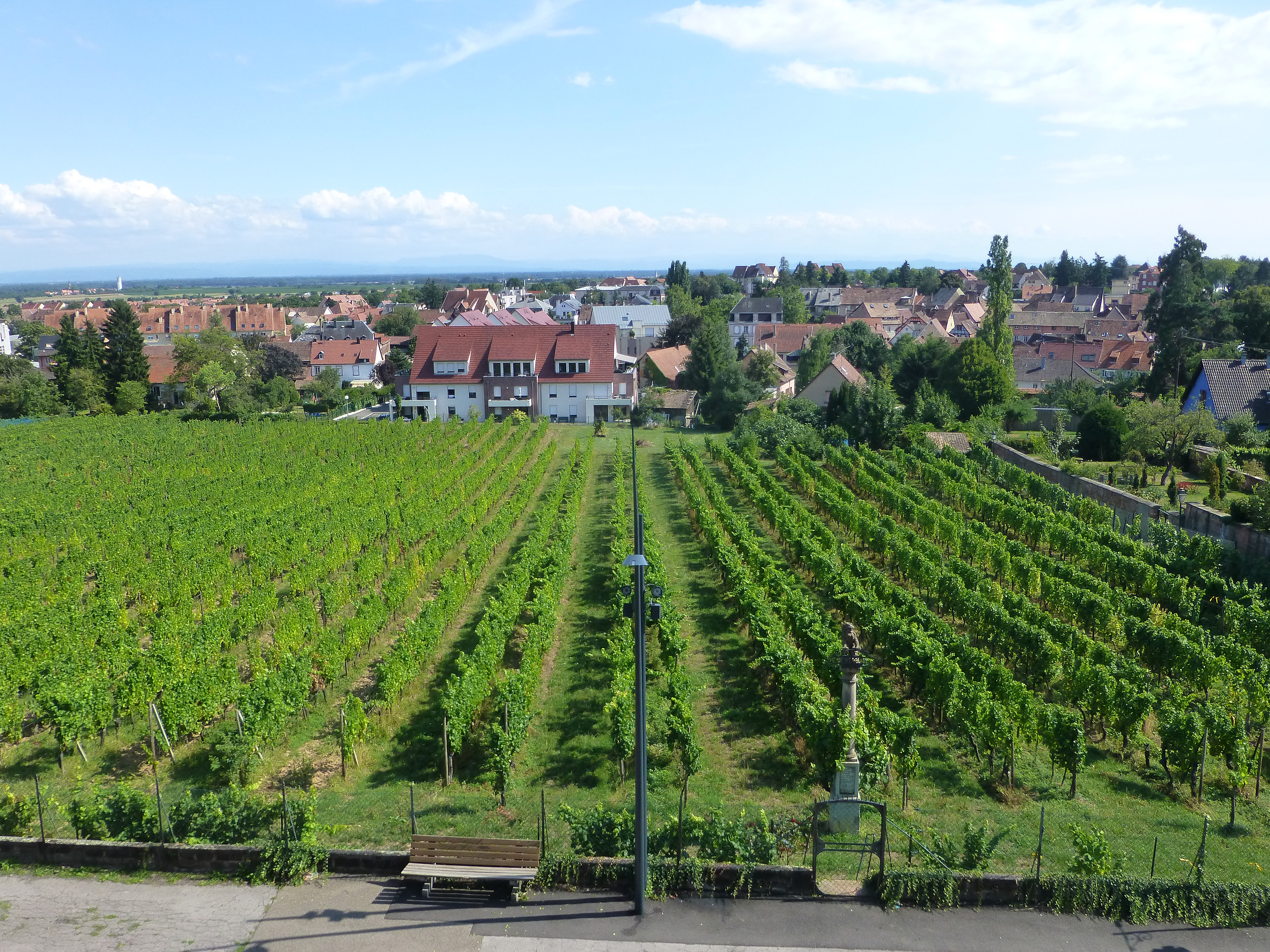
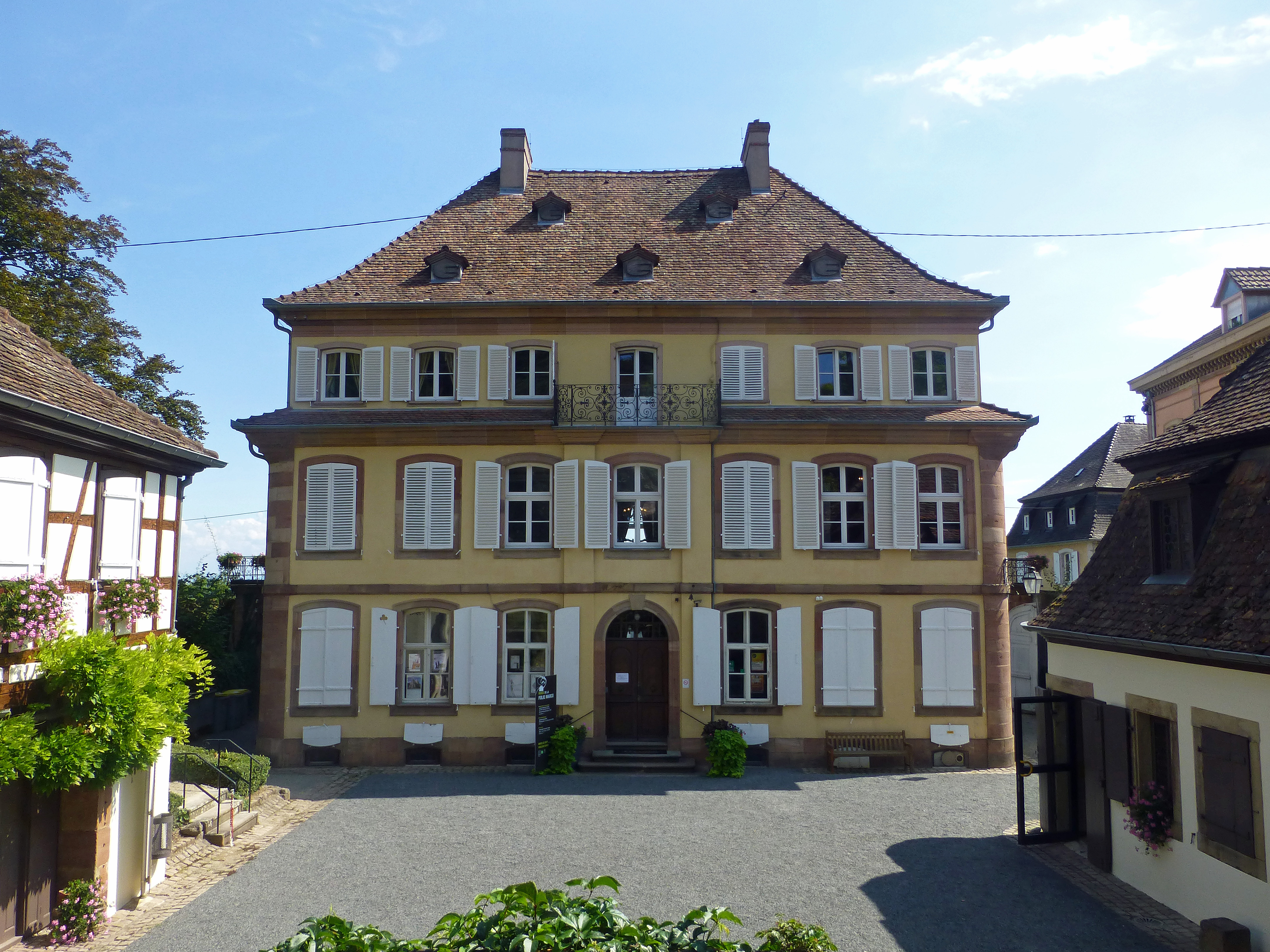
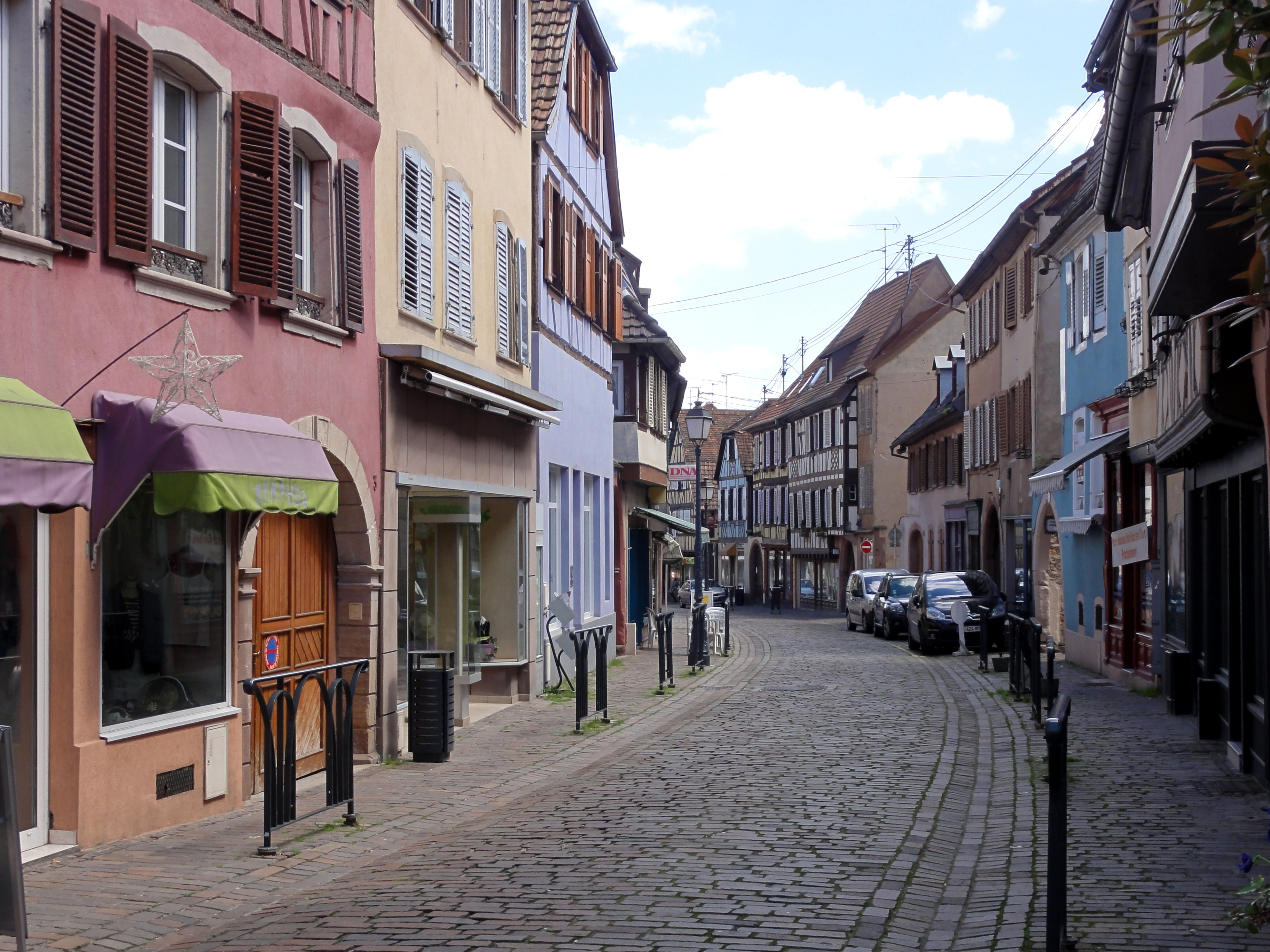
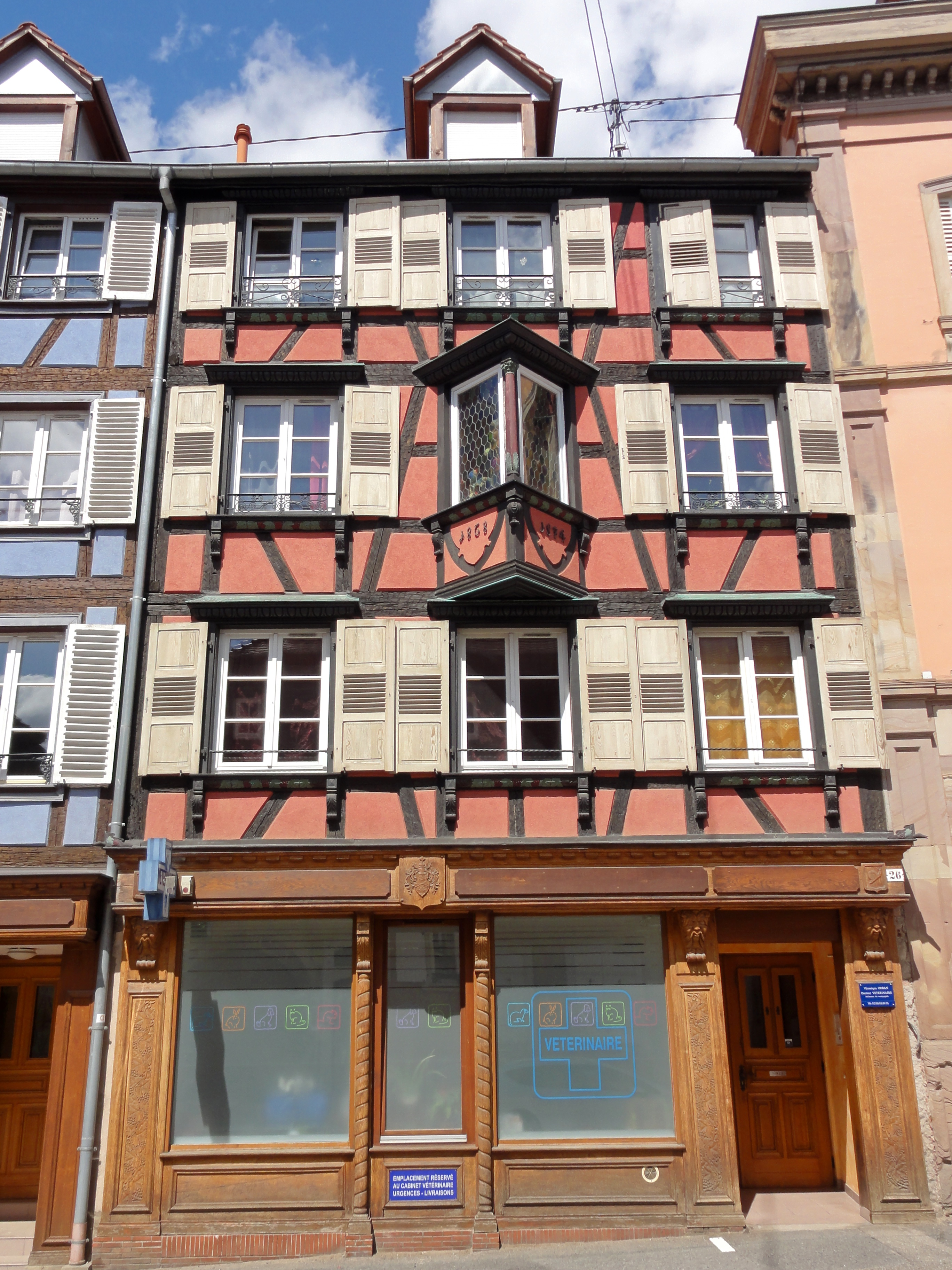
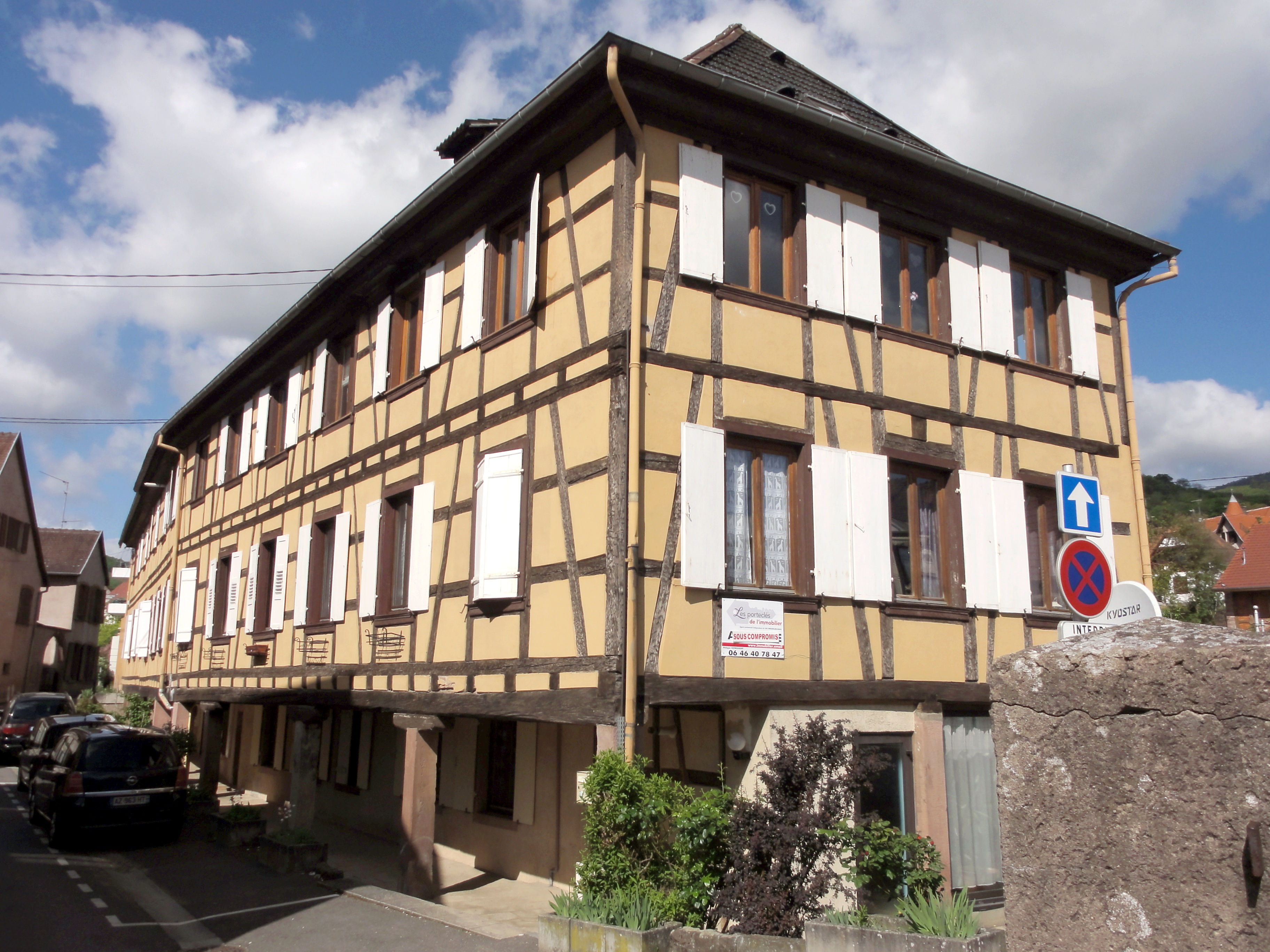
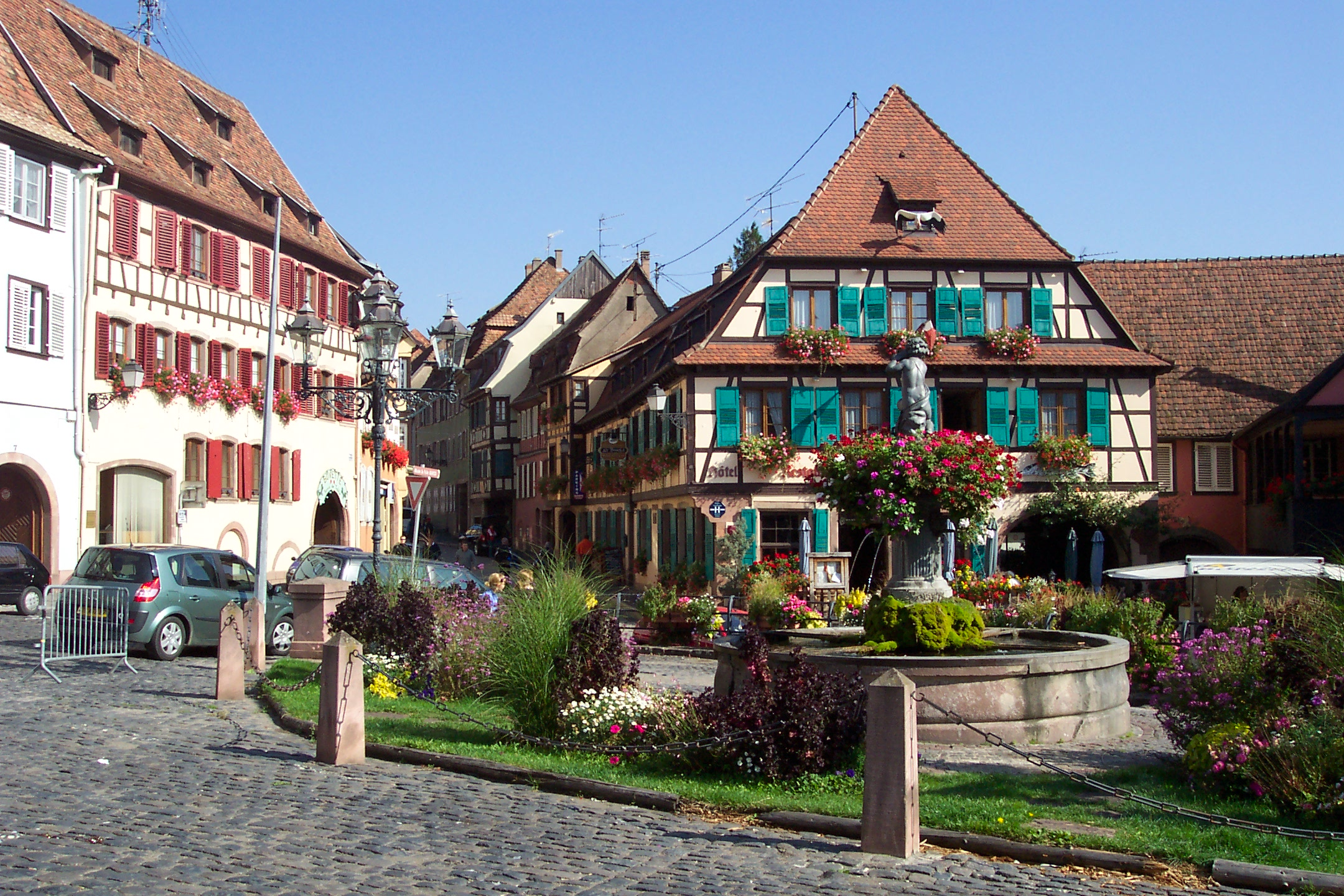
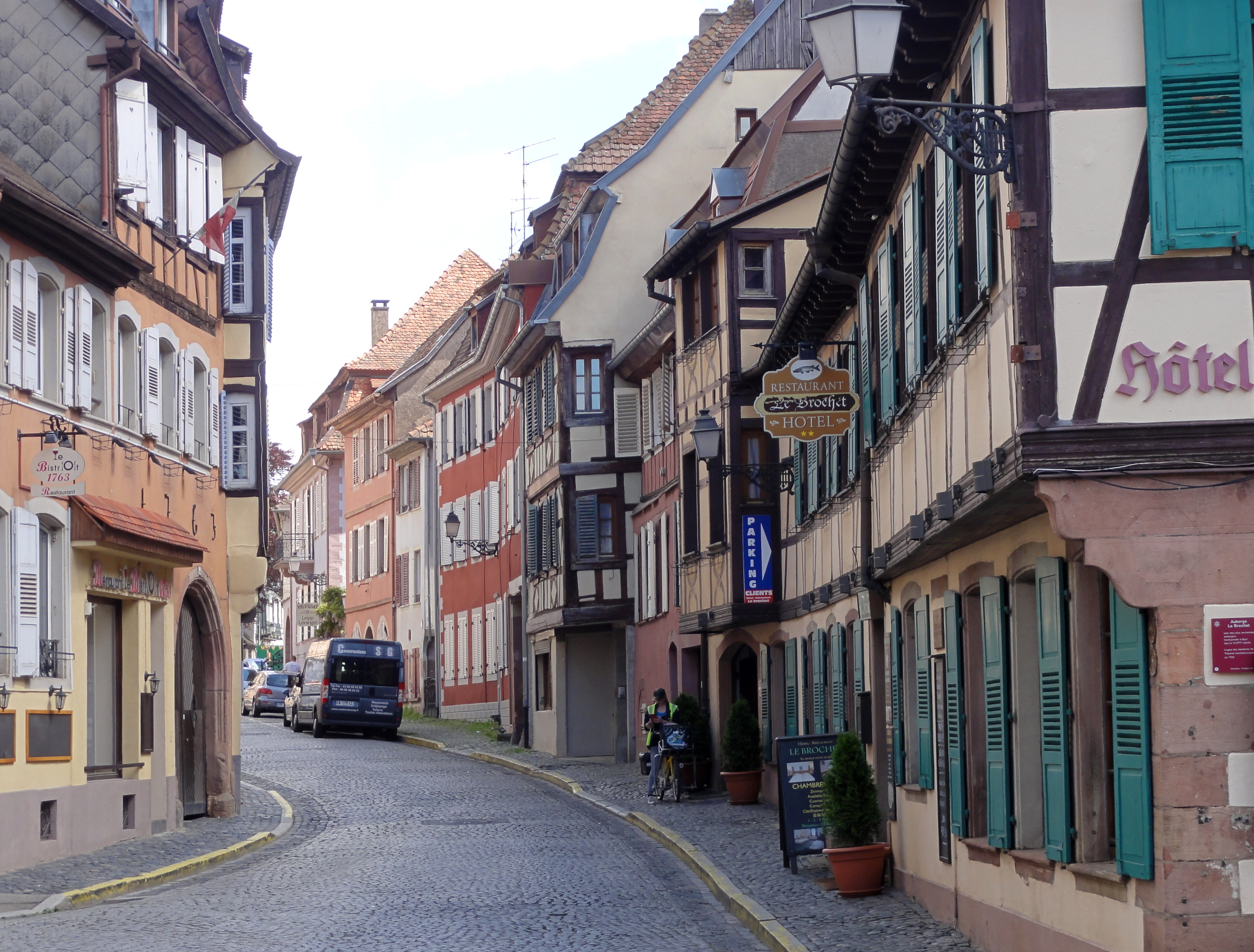
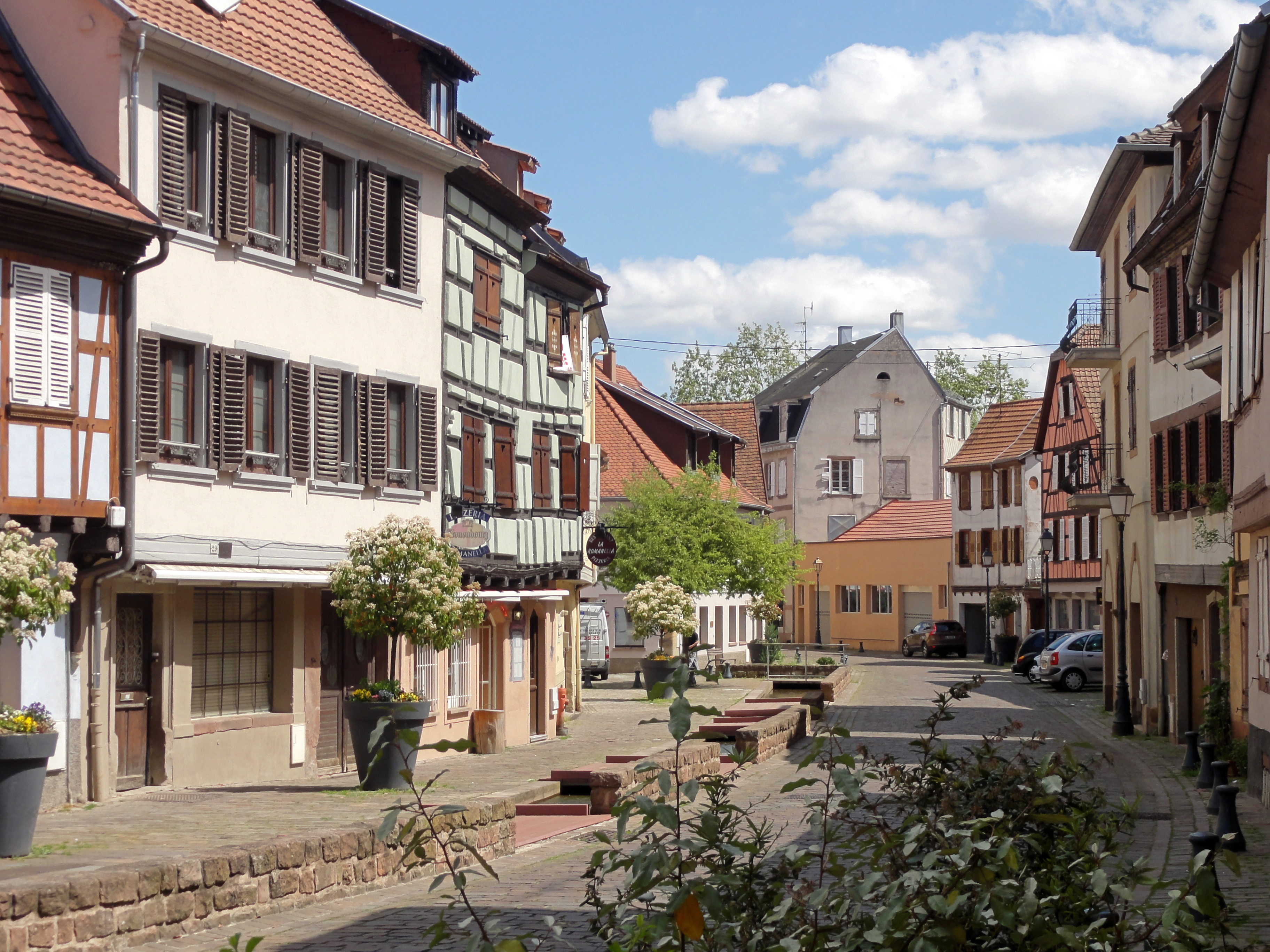
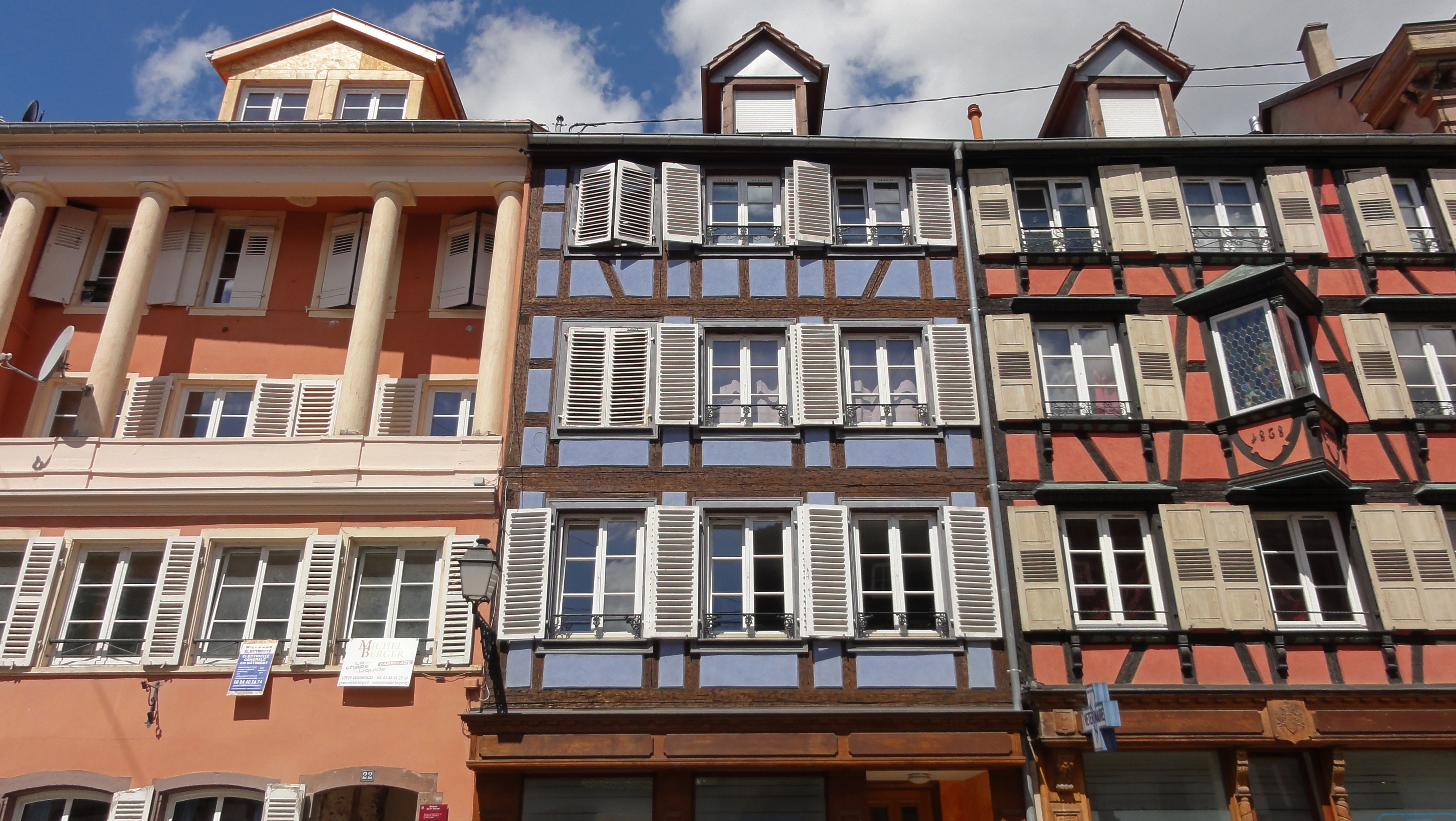
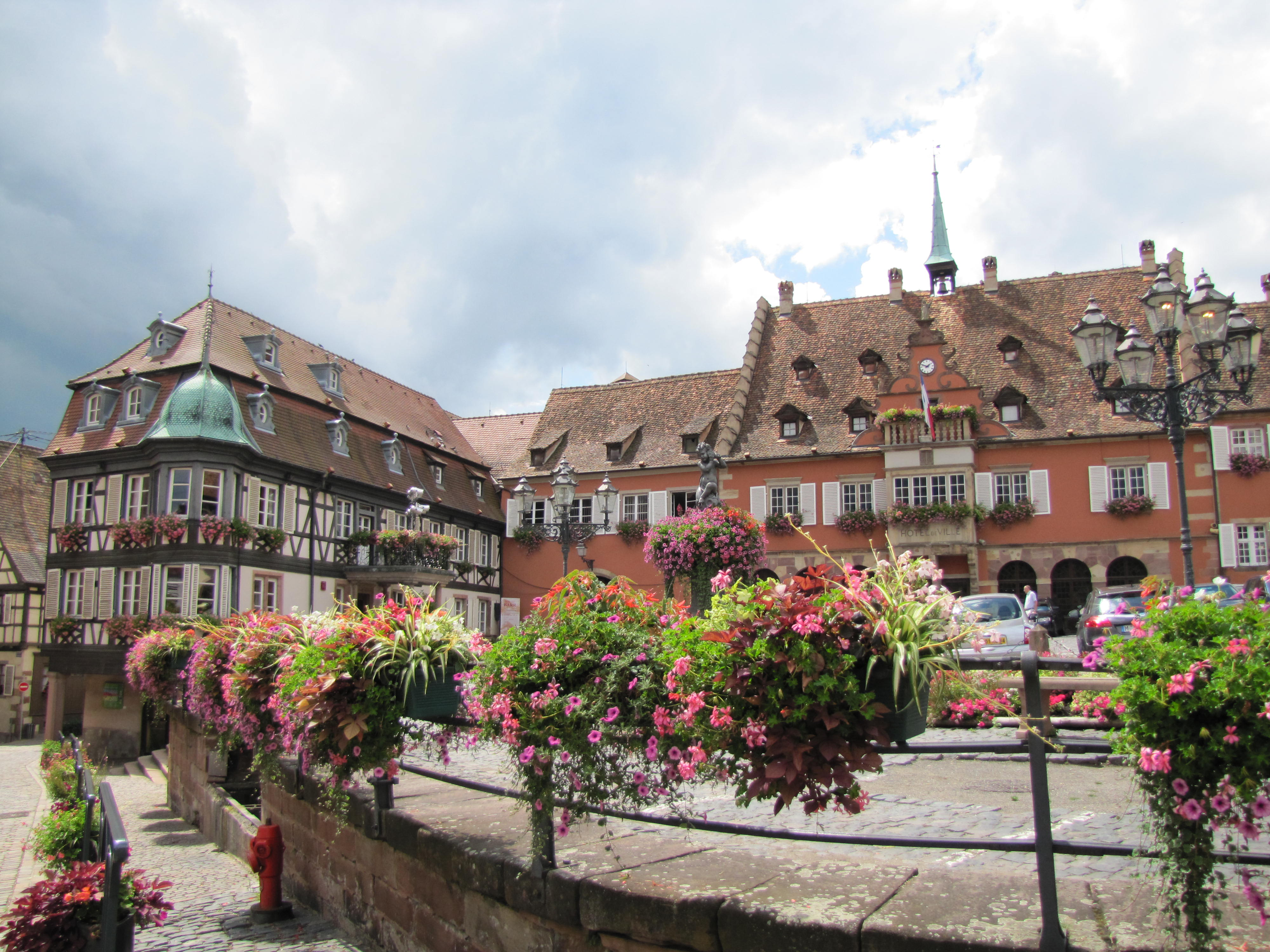
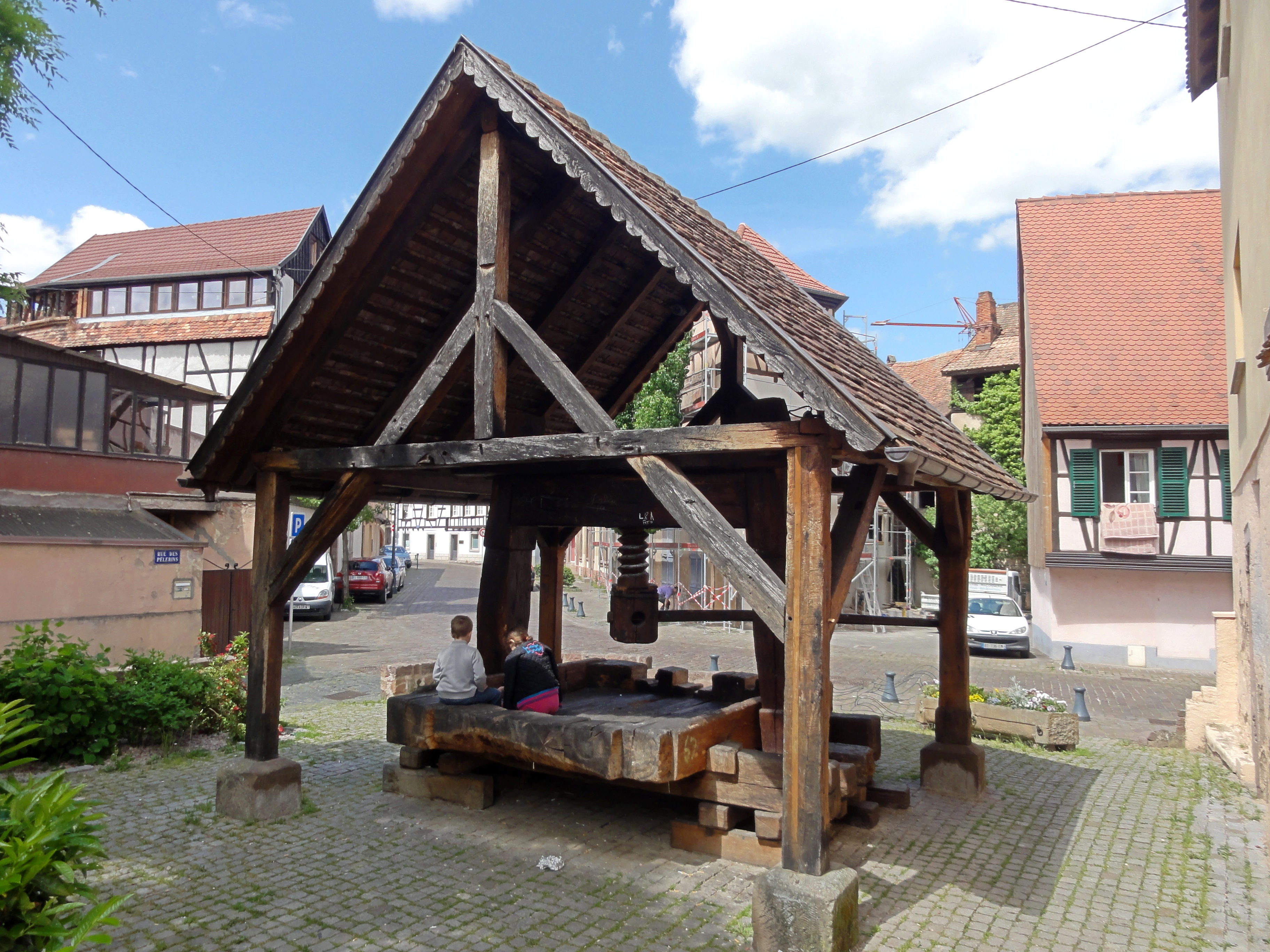
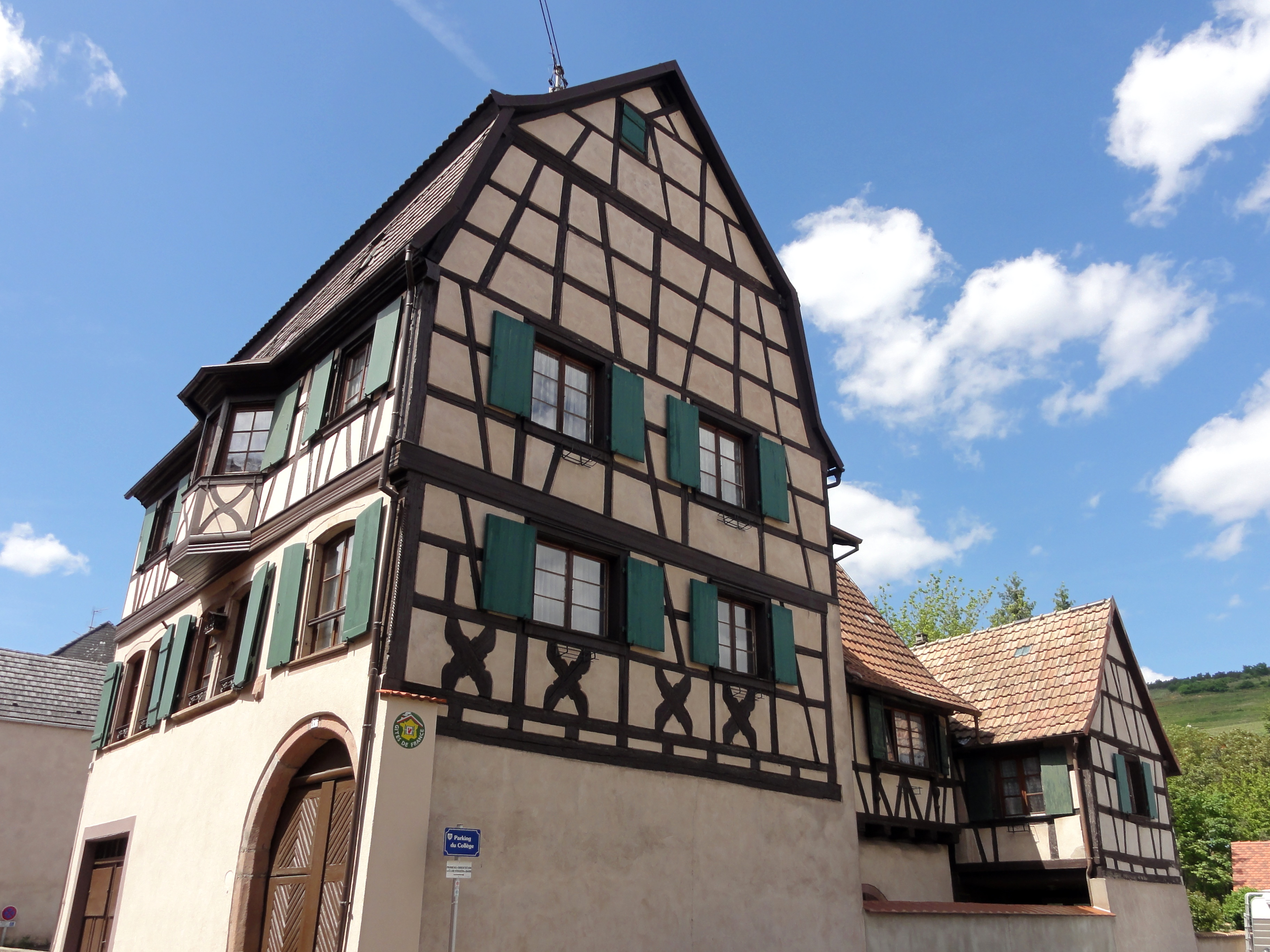
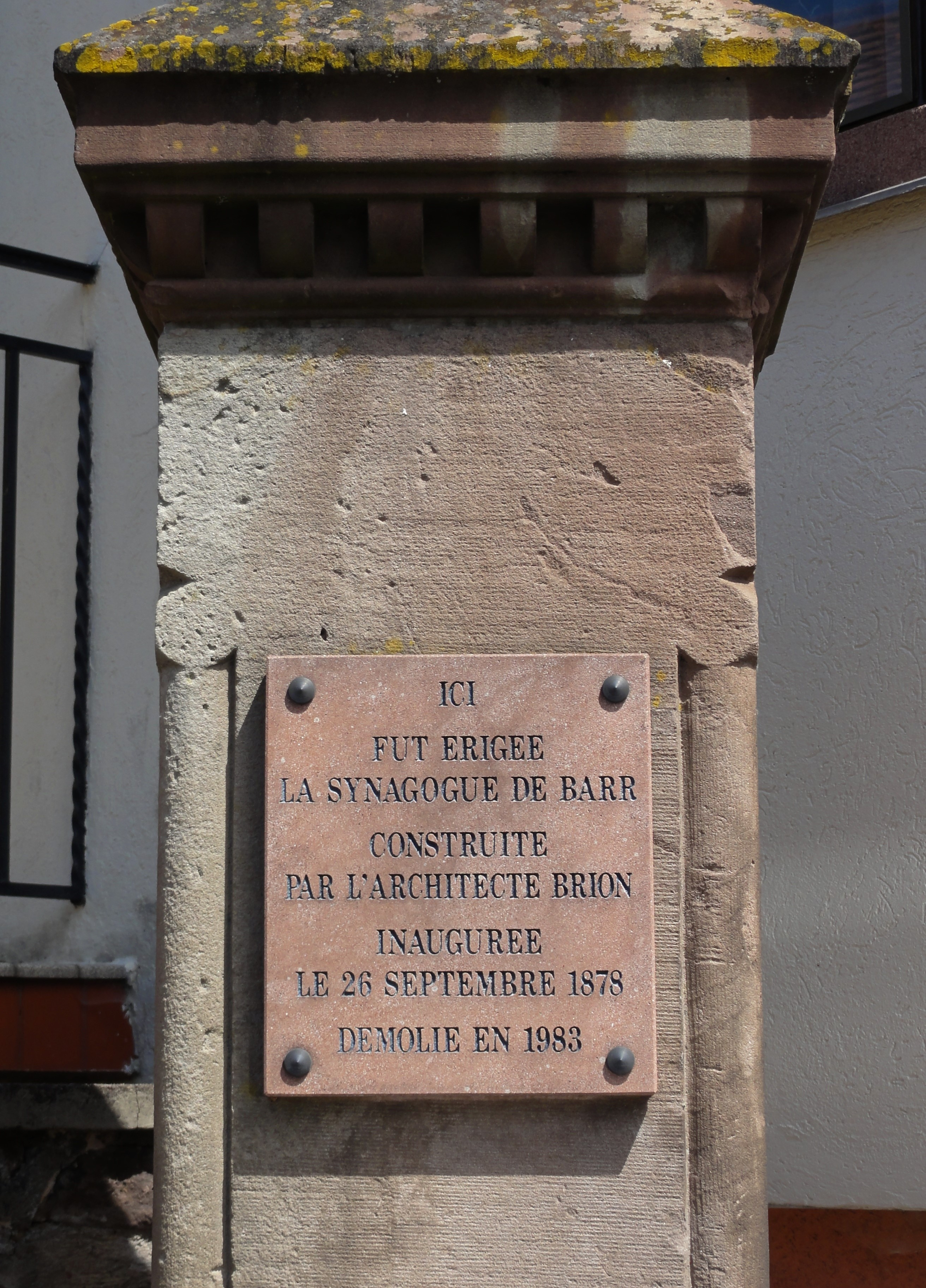
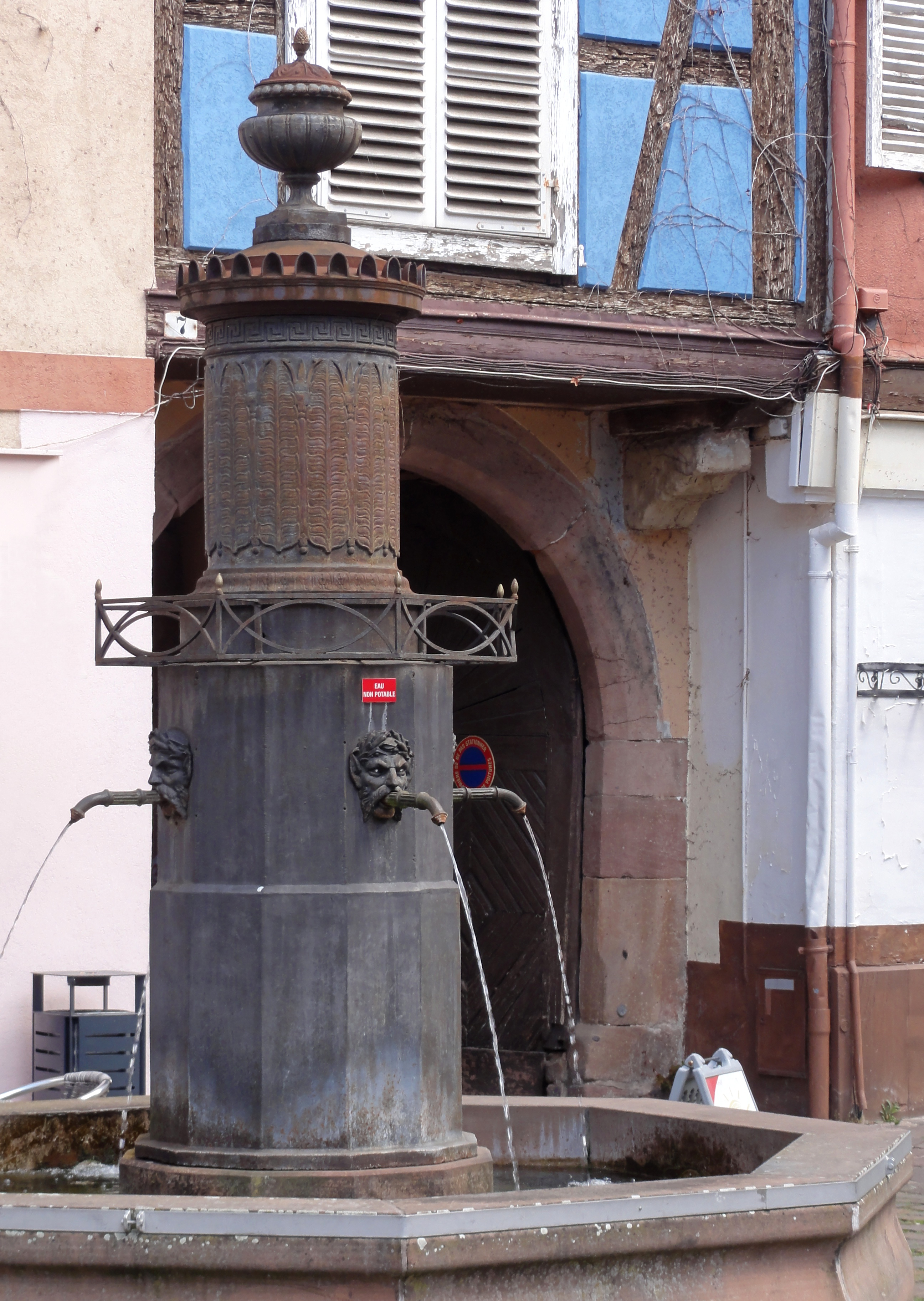
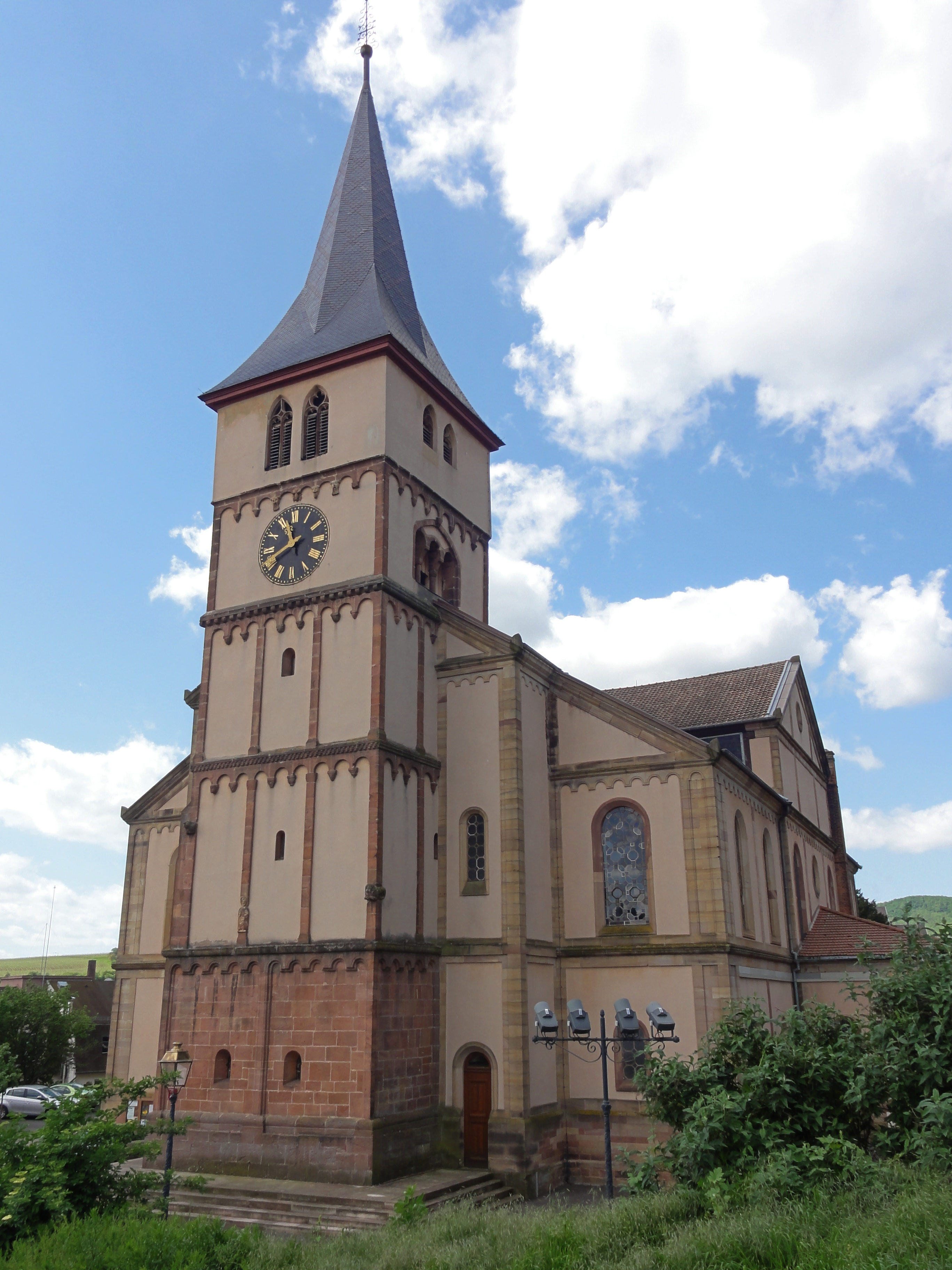
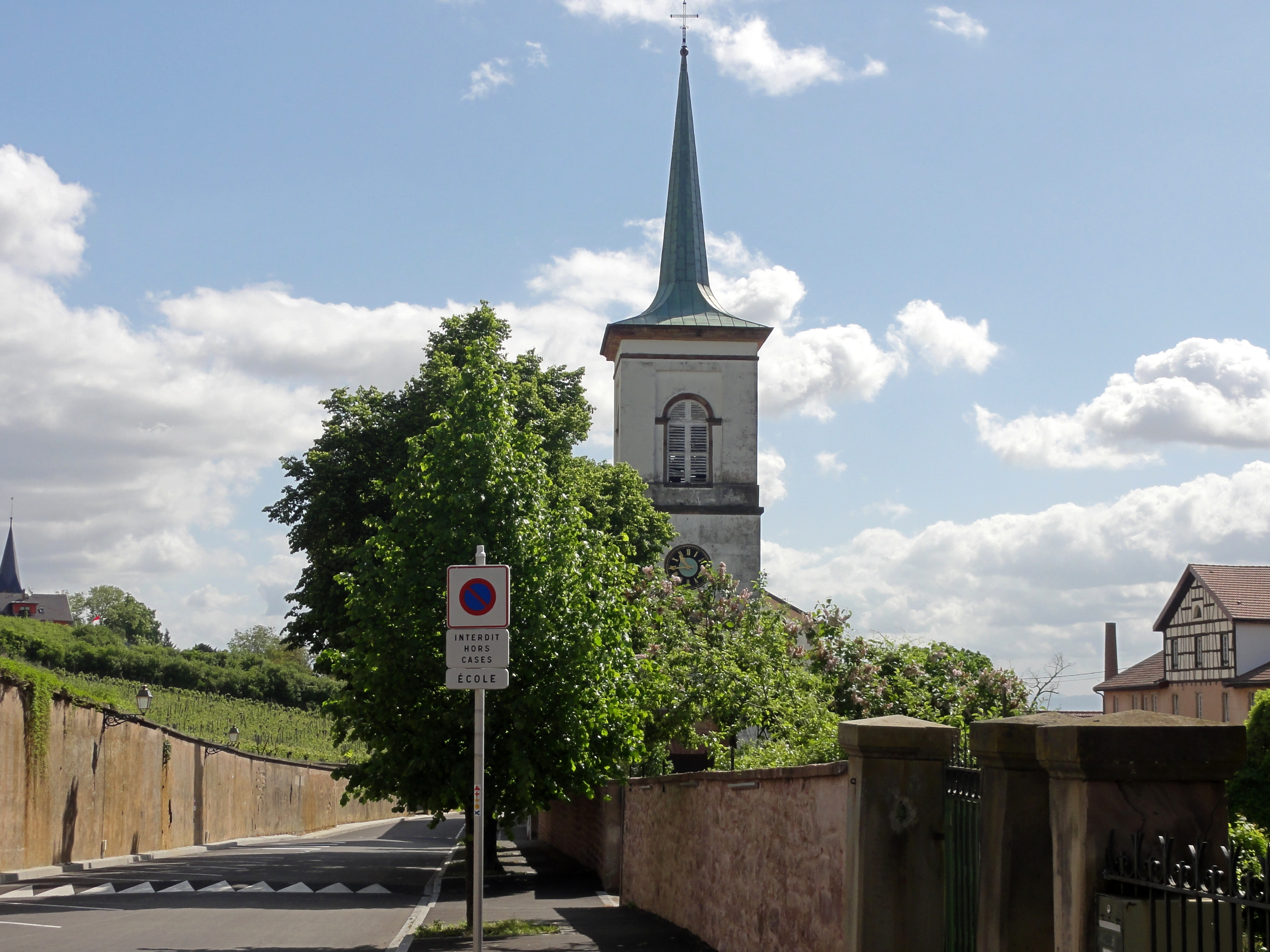